# 5 Mei Plein (Wageningen)

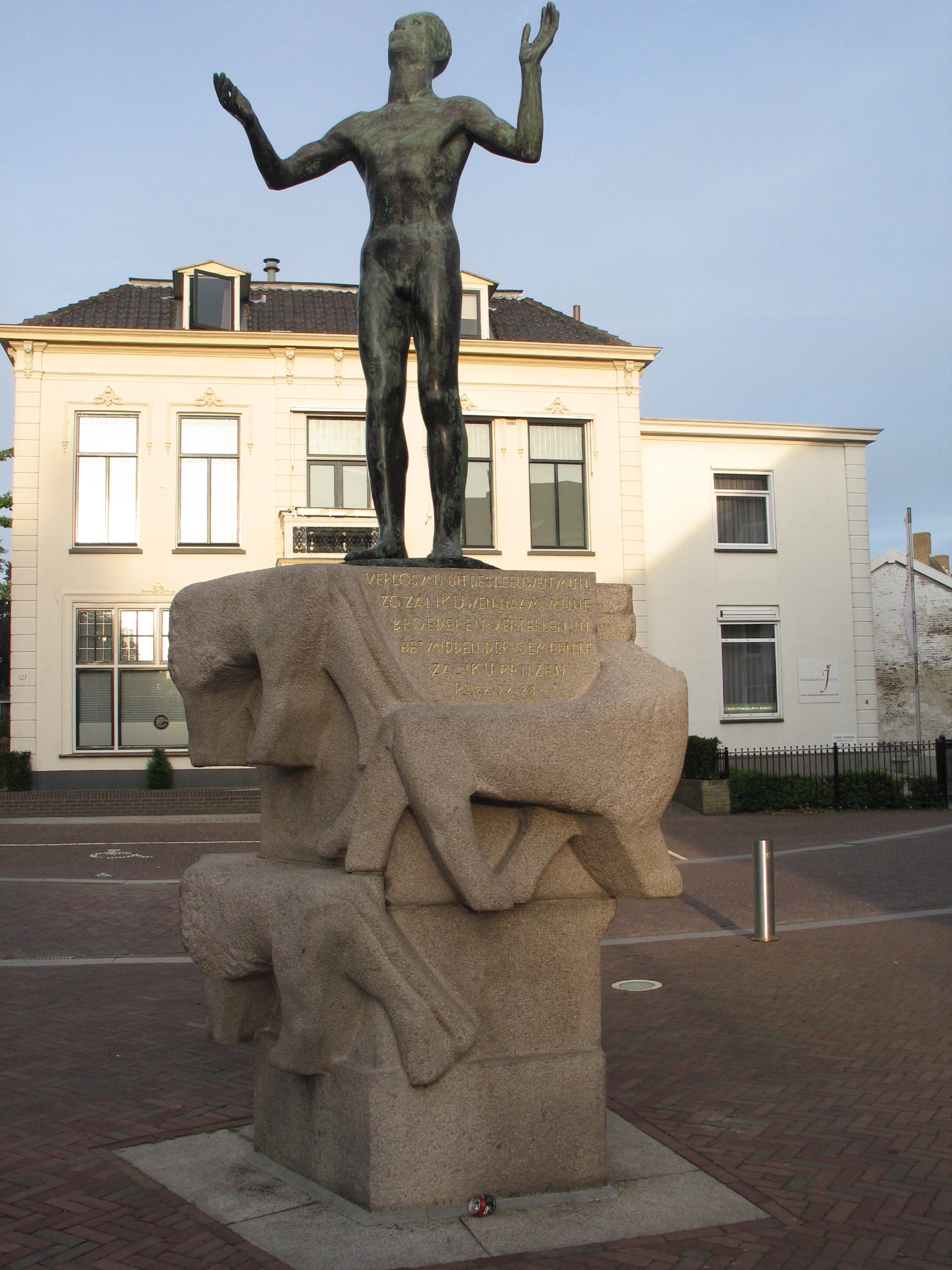
Blote Jan, ook wel Blote Gerrit, op het 5 Meiplein

Het 5 Mei Plein is een plein in de Nederlandse stad Wageningen. Het plein speelt een centrale rol in de herdenking van de bevrijding van Nederland op 5 mei 1945.

## Geschiedenis
Het plein is vanuit een historisch perspectief eigenlijk geen plein, maar een splitsingspunt waar de Bergstraat overgaat in de voormalige Rijksstraatweg richting Arnhem en de Veerweg richting Lexkesveer. Het plein bevindt zich ongeveer 200 meter ten oosten van de middeleeuwse binnenstad van de stad. Na de Tweede Wereldoorlog werd de verkeersruimte ingericht als plein.
Het 5 Mei Plein is sterk verbonden met de geschiedenis van de Tweede Wereldoorlog. Aan de noordzijde ligt Hotel De Wereld, waar op 5 mei 1945 onderhandeld werd over de overgave van de Duitse troepen in Nederland (waarvan het resultaat op 6 mei 1945 volgens de officiële lezing in het naastgelegen Hotel De Wereld werd getekend). Naar deze datum is het plein vernoemd. Op het plein bevindt zich bovendien Blote Jan, ook wel Blote Gerrit genoemd. Dit zandstenen monument met een bronzen beeld van een persoon herinnert aan de bevrijding. Elk jaar vindt op 5 mei om 0.00u (Bevrijdingsdag) bij dit monument de ontsteking van het bevrijdingsvuur plaats. Lopersgroepen uit geheel Nederland steken hier hun fakkels aan, waarna in estafette de tocht naar de eigen woonplaats wordt gestart. Tot en met 2004 nam Prins Bernhard voor Hotel de Wereld het defilé van oorlogsveteranen af.
Aan de muur van Hotel de Wereld bevinden zich een plaquette die tevens aan de bevrijding herinnert, en een bronzen beeltenis van Prins Bernhard, die bij de onderhandelingen aanwezig was. De plaatsing van een vierde oorlogsgedenkteken op het plein, namelijk het Vrijheidsvuur, werd na protesten van de bevolking van Wageningen gestaakt. Het is in 2011 enkele tientallen meters verderop geplaatst, aan het begin van de Generaal Foulkesweg, voor het pand van de studentenvereniging Ceres. Een vijfde herdenkingsteken in de vorm van een plaquette aan de muur van Hotel de Wereld, waarin elke dag een verse anjer zal worden geplaatst, is tevens in voorbereiding.